# 前兆
| ウィキペディアには「前兆」という見出しの百科事典記事はありません（タイトルに「前兆」を含むページの一覧/「前兆」で始まるページの一覧）。 代わりにウィクショナリーのページ「前兆」が役に立つかもしれません。 |